# 光南薬品
光南薬品株式会社（こうなんやくひん）は、沖縄県浦添市牧港694に本社を置く医薬品・医療機器をとり扱う企業であった。

## 会社概要
- 代表取締役会長・吉村益次(吉村薬品・代表取締役社長)
- 代表取締役社長・福山朝計
- 代表取締役常務・前原信忠・三浦増治
- 資本金・3,000万円

## 沿革
- 1951年2月14日　資本金500万ドルにて「光南薬品株式会社」(USA・那覇市五区十二組)設立
  - 代表取締役社長　屋嘉勇　就任
  - 代表取締役常務・我那覇隆昌
  - 代表取締役・平岡浩
  - 代表取締役・屋嘉比康幸
  - 主な取引メーカー　万有製薬・富山化学・持田製薬・丸石製薬・ ヘキストジャパン・藤本医療器・興和・兼松・三栄洋行・住友商事・塩野香料
- 1962年5月　代表取締役社長　前原信明　就任
- 1963年6月　那覇市松山町2-120-68に本社移転
- 1971年1月　代表取締役社長　福山朝計　就任
- 1972年5月  沖縄が日本本土に復帰(沖縄返還)
- 1972年6月 「ダイコーグループ」と業務提携
- 1974年4月  本社を浦添市牧港694番地に移転
- 1974年5月  武田薬品筆頭卸の「南陽薬品株式会社」と合併し「コーヨー薬品」と商号変更

## 取引メーカー
- 第一製薬
- 万有製薬
- 興和
- 富山化学工業
- 持田製薬
- ヘキストジャバン
- 丸石製薬

## 備考
- 設立当初は、最大取引メーカーである「エーザイ」と特約店であったが、「エーザイ」が「沖縄エイザイ(オキエイ)を設立し、「エーザイ」特約店から外れる。その後「琉球薬品(後の琉薬)」の特約店「第一製薬」が代理店を「光南薬品」に変更し、「エーザイ」にかわり、最大取引メーカーとなる。本土復帰以前の沖縄地区は、日本本土と違い一代理店性を取っており、メーカーの代理店変更もあった。田辺製薬の「琉球薬品」から「オリオン薬品(後のオリオン九宏)」へ変更しさらに「沖縄薬品」へ、三共の那覇薬品から「琉薬」へ変更されている。